# Integrationsgesetz (Österreich)
Das Integrationsgesetz in Österreich wurde am 8. Juni 2017 erlassen. Das Ziel des Gesetzes ist es, bestimmten ausländische Personengruppen eine Integration in die österreichische Gesellschaft zu ermöglichen.

## Inkrafttreten
Gemäß § 27 Abs. 1 des Integrationsgesetzes traten die §§ 1 bis 6 und 17 bis 28 mit Ablauf des Tages seiner Kundmachung (8. Juni 2017) in Kraft. Die §§ 7 bis 16, mit Ausnahme von § 13 Abs. 2 treten mit 1. Oktober 2017 in Kraft. § 13 Abs. 2 tritt mit 1. Jänner 2018 in Kraft.

## Geschichte
Am 18. August 2016 kündigte der Bundesminister für Integration Sebastian Kurz ein Integrationsgesetz an, das im Laufe des nächsten Jahres in Kraft treten sollte. Es sollten mehr Rechte, wie etwa einen Rechtsanspruch auf einen Deutschkurs aber auch mehr Pflichten wie eine Mitwirkungspflicht von Deutsch- und Wertekursen von Flüchtlingen verankert werden. Die gemeinsame SPÖ/ÖVP-Regierung verhandelte die einzelnen Punkte des Gesetzes und einigten sich am 28. Mai 2017 auf eine gemeinsame Regierungsvorlage.

## Inhalt und Regelungen
Der 1. Teil des Integrationsgesetzes regelt seine allgemeine Bestimmungen. Laut § 1 IntG ist das Ziel des Gesetzes,  durch das Anbieten von Integrationsmaßnahmen (Integrationsförderung) sowie durch die Verpflichtung daran teilzunehmen (Integrationspflicht), rechtmäßig in Österreich aufhältige Personen eine Integration in die österreichische Gesellschaft zu ermöglichen. Das Gesetz richtet sich gemäß § 3 an Asylberechtigte, subsidiär Schutzberechtigte und Drittstaatsangehörige, die nicht über die österreichische Staatsbürgerschaft verfügen.
Der 2. Teil regelt Integrationsmaßnahmen. Nach § 4 muss der Bund Deutschkurse bis A2-Niveau ermöglichen, nach § 5 zudem Orientierungs- und Wertekurse. § 6 regelt Mitwirkungspflichten und mögliche Sanktionen. Das zweite Hauptstück des 2. Teils regelt von §§ 7 bis 16 eine einheitliche Integrationsprüfung für die Module 1 und 2 der Integrationsvereinbarung.
Der 3. Teil besteht aus institutionellen Maßnahmen wie die Einrichtung eines Expertenrates für Integration und ein Integrationsmonitoring.
Der 4. Teil regelt die Straf- und Schlussbedingungen des Gesetzes.